# Saar-Pfalz-Weg
Der Saar-Pfalz-Weg ist ein Wanderweg, der durch das Saarland und die Pfalz führt. Er gehört zu den sogenannten „Saar-Rhein-Wanderwegen“. Seine Markierung ist ein weißer Balken mit einem schwarzen Punkt in der Mitte.

## Verlauf
Der Weg beginnt in Saarbrücken auf Höhe des Stadtteils Schafbrücke und führt anschließend über St. Ingbert sowie Homburg. Danach passiert er die Landesgrenze zu Rheinland-Pfalz und passiert dabei unter anderem Bechhofen, den Großen Hausberg und Landstuhl, wobei er unmittelbar an der Burg Nanstein vorbeiführt, sowie den Gelterswoog, die Innenstadt von Kaiserslautern, anschließend auf einer historischen Höhenstraße über Hochspeyer, Frankenstein und das Jägerthal. Bis Bad Dürkheim verläuft er konsequent in die östliche Richtung. Danach führt er nach Süden fast konsequent über die Haardt und verläuft dabei unter anderem über den Kurpfalz-Park, Neustadt an der Weinstraße, den Waltersberg, den Orensberg, Albersweiler, den Fensterfels, den Jungturm, Klingenmünster, Bad Bergzabern und die Ruine der Burg Guttenberg.
Auf Höhe von Schweigen-Rechtenbach wechselt er erneut seine Richtung nach Osten. Unweit der Grenze zu Frankreich verläuft er mitten durch den Bienwald, um auf Höhe von Berg nach Norden abzubiegen. Über Wörth am Rhein, Jockgrim und Rheinzabern erreicht er mit Rülzheim seinen Endpunkt.

## Geschichte
Ursprünglich führte der Weg ebenso über Ramsen. Mittlerweile wurden weite Teile dieses ehemaligen Abschnitts dem Fernwanderweg Staudernheim–Soultz-sous-Forêts zugeschlagen. Mancherorts finden sich noch Spuren dieser ehemaligen Markierung.